# Calanthe hyacinthina
Calanthe hyacinthina är en orkidéart som beskrevs av Rudolf Schlechter. Calanthe hyacinthina ingår i släktet Calanthe och familjen orkidéer.
Artens utbredningsområde är Sulawesi. Inga underarter finns listade i Catalogue of Life.